# Kalle Viljamaa
Kalle Albinus Viljamaa, pierwotnie Sillman (ur. 15 marca 1885 w Tampere, zm. 28 marca 1918 tamże) – zapaśnik reprezentujący Finlandię. Olimpijczyk ze Sztokholmu 1912, gdzie zajął piąte miejsce w wadze ciężkiej.
Zajął czwarte miejsce na mistrzostwach świata w 1913 roku. Drugi na mistrzostwach kraju w 1911, 1914 i 1916.

## Letnie Igrzyska Olimpijskie 1912
| Konkurencja              | Rundy eliminacyjne      | Rundy eliminacyjne  | Rundy eliminacyjne       | Rundy eliminacyjne | Rundy eliminacyjne  | Klas. końcowa |
| Konkurencja              | Przeciwnik I            | Przeciwnik II       | Przeciwnik III           | Przeciwnik IV      | Przeciwnik V        | Miejsce       |
| ------------------------ | ----------------------- | ------------------- | ------------------------ | ------------------ | ------------------- | ------------- |
| +82,5 kg styl klasyczny. | Jean Hauptmanns (GER) Z | Raoul Paoli (FRA) Z | Barend Bonneveld (NED) Z | Johan Olin (FIN) Z | Jakob Neser (GER) P | 5.            |